# Лейте
Ле́йте (англ. Leyte) — остров в центральной части Филиппинского архипелага, к северу от острова Минданао. Население — 2 188 295 человек (2010).

## География

Физическая карта острова Лейте

Длина (с севера на юг) — 183 км, площадь — 7367,6 км². В центре и на западе располагаются низкие горы, среди которых возвышаются вулканические конусы (высшая точка — гора Лоби, 1349 м). Сложен на западе песчаниками, сланцами и коралловыми известняками, на востоке — аллювиальными отложениями. Субэкваториальный муссонный климат, осадков до 2 тысяч мм в год. Вечнозелёные и листопадные (муссонные) тропические леса. Национальные парки: Махагнао-Волькано, Куапнит-Балинсасайяо. С востока омывается водами одноимённого залива. На северо-востоке узкий пролив Сан-Хуанико отделяет от острова Самар. В самом узком месте пролив имеет ширину всего 2 км (1,2 мили), его длина составляет 38 км (24 мили).

## История
Остров также известен тем, что возле него в 1944 году проходило одно из крупнейших морских сражений в истории — сражение в заливе Лейте между США и Японией.
8 ноября 2013 года остров пострадал от тайфуна «Хайян».

## Население
Остров разделён на две провинции: Лейте (1 789 158 чел.) и Южный Лейте (399 137 чел.). Главный город и порт — Таклобан.

## Экономика
Распространено возделывание кокосовой пальмы, сахарного тростника, абаки, кукурузы.

## Персоналии
- Анхелес, Карлос (р. 1921) — филиппинский поэт.